# Пустельник

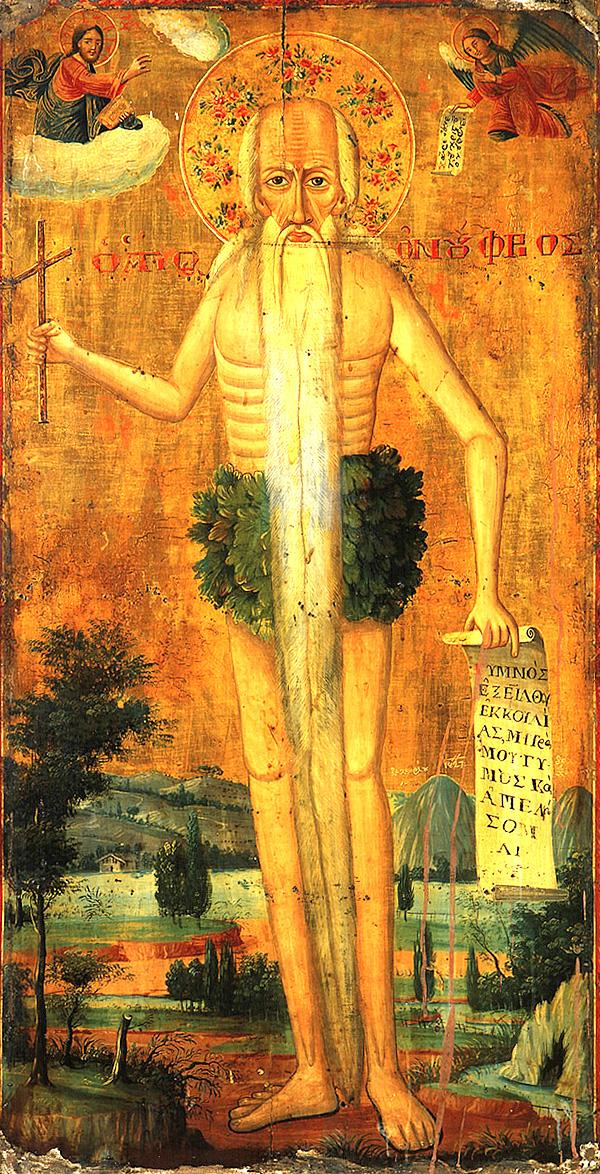
Святий Онуфрій жив пустельником у пустелі у Верхньому Єгипті у IV столітті

Пусте́льник, також Самітник, Затвірник, Відлюдник (англ. hermit, лат. eremita з грец. ἔρημος еремос, що означає «пустеля», «відлюдна земля», звідси «пустинножитель») — особа, що живе більшою чи меншою мірою в усамітненні або вдалині від суспільства за суто релігійних переконань.
У християнстві термін первинно застосовувався до християнина який жив пустинним життям через релігійні переконання, в саме пустинне богослов'я Старого Заповіту (40 років блукань стародавніх євреїв у пустелі по виході з Єгипетського рабства, що мало довести до зміни їхніх сердець).
У християнській традиції життя у пустелі було ранньою формою чернечого життя, що передувало чернечому життю в киновії. Правило Святого Венедикта (1 гл.) перелічує пустельників серед 4 типів монахів. На додаток до пустельників, що є членами чернечих орденів, сучасні римо-католицькі канони (канон 603) визнають також посвячених пустельників під керівництвом їхнього єпархіального єпископа як членів посвяченого життя.